# Santana (Amapá)
Santana és un municipi brasiler de l'estat d'Amapá, a la regió nord del país. És el segon municipi més gran de l'estat, amb prop de 123 mil habitants, conforme a les estadístiques de 2020. Conté el principal port de l'estat, per la qual cosa és coneguda com la ciutat-port d'Amapá.
Santana s'emmarca en una conurbació dominada per la ciutat de Macapá, capital de l'estat, formant la Regió Metropolitana de Macapá, on també es troba la localitat de Mazagão. Les dues acumulaven gairebé 630 mil habitants en 2018.

## Història
La història del municipi de Santana va iniciar-se amb la colonització de l'Illa de Santana, localitzada davant de l'actual ciutat, al marge esquerre del riu Amazones, l'any 1753. Els primers habitants eren portuguesos i mestissos vinguts del Pará, a més d'indígenes tucuju vinguts d'aldees primitives vora el Riu Negro, comandats pel portuguès Francisco Portilho de Melo. Contrabandista de pedres precioses i esclaus, Portilho (o Portillo) es traslladà a aquesta regió fugint de les autoritats fiscals paraenses, a causa de les seves activitats relacionades amb el comerç clandestí i el tràfic.
La història de la vila de Santana té molts punts en comuns amb els de la ciutat de Macapá. El Governador de l'Estat del Gran Pará i Maranhão, el Capità General Francisco Xavier de Mendonça Furtado, va fundar la Vila de São José de Macapá el dia 4 de febrer de 1758. Mentre prosseguia el seu viatge cap a la Capitania de São José del Riu Negro, va fixar-se en la incipient colònia de l'illa i va ascendir-la a la categoria de poblat.
El 31 d'agost de 1981, Santana és elevada a la categoria de Districte de Macapá, a través de la Llei nº 153/81-PMM, sent el districte esdevé una realitat l'1 de gener de 1982, i el pioner Francisco Correa Nobre com el primer Agent del Districte. Santana va ser elevada a la categoria de municipi a través del Decret-llei nº 7639 de 17 de desembre de 1987. A través del Decret (P) nº 0894 d'1 de juliol de 1988, el Governador de l'Estat, Jorge Nova da Costa, va nomenar el professor Heitor de Azevedo Picanço per exercir el càrrec de batlle Interí, encarregat d'estructurar l'administració pública municipal, creant condicions per al futur alcalde que aniria a ser triat directament pel poble el 15 de novembre de 1988, sent escollit Rosemiro Roca Freires.

## Geografia

### Ubicació
Santana, d'acord amb les noves divisions establertes per l'Institut Brasiler de Geografia i Estadística vigents des de 2017, pertany a la Regions Geogràfiques Intermediària i Immediata de Macapá.
Localitzada en la desembocadura del Riu Amazones i en la regió centre-sud de l'estat, Santana és el menor municipi d'Amapá per extensió, amb 1.541,22 km². El terme municipal de Santana és limítrof amb la capital, Macapá. Entre els dos nuclis urbans hi ha una distància de 30 km. A més del límit nord-est amb Macapá, llinda amb Mazagão al sud-oest i amb el delta de l'Amazones al sud-est.

### Flora
Al municipi s'hi troben cinc tipus de vegetació predominants: cerrado, selva tropical, aiguamolls, bosc de várzea (bosc en terrenys inundats pel creixement del riu) i ecotons.

### Hidrografia
Hi ha en el municipi diversos rius i canals (igarapés). Els més importants són el riu Amazonas, riu Matapi, riu Maruanum, riu Tributário, riu Piaçacá, riu Vila Nova, igarapé do Lago i igarapé Fortaleza.

### Clima
El clima en Santana és tropical. Segons la classificació de Köppen, està catalogat com Am. Santana té una temperatura mitjana de 27.1 °C. La majoria dels mesos presenta una pluviositat significativa, amb una curta estació seca. La pluviometria marca una mitjana anual és 2465 mm.

## Urbanisme
Santana és un municipi categoritzat com a ciutat mitja, o sigui, per sobre dels 100.000 habitants. Segons el cens de 2010, vivien a Santana 101.262 habitants. L'última estadística de l'IBGE, de 2020, eleva el nombre de residents als 123.096 habitants, amb una densitat de 77,93 hab/km².
La zona urbana de Santana es divideix en dues parts. La primera i més antiga es localitza a l'illa de Santana i l'altra en el continent, on es localitza la major part dels habitants. Malgrat l'escassa distància que les separa, no existeix cap pont que les uneixi, havent de ser comunicades per mitjà de transbordadors.
L'àrea urbana és de 24,536 km² i els principals barris són:
| Barri                | Població |
| -------------------- | -------- |
| Paraíso              | 17.434   |
| Bairro dos Remédios  | 12.607   |
| Fonte Nova           | 12.005   |
| Central              | 9.923    |
| Comercial            | 8.575    |
| Hospitalidade        | 8.533    |
| Nova Brasília        | 6.407    |
| Provedor             | 5.269    |
| Elesbão              | 4.737    |
| Igarapé de Fortaleza | 4.122    |
| Novo Horizonte       | 3.095    |
| Vila Amazonas        | 1.317    |
| Daniel               | 1.060    |
| + Altres             | 6.178    |

## Política

### Poders municipals
Després de la Constitució de 1988, on s'ampliaven les competències dels governs municipals en sectors com salut, educació i seguretat. Segon el CAGED, hi ha 8 organismes públics amb seu a la ciutat, on treballen 2.864 servidors, el que comporta una densitat de 2,6 funcionaris públics per cada 100 habitants).

#### Poder legislatiu
La Cambra Municipal de Santana (poder legislatiu) posseeix 15 regidors.

#### Poder executiu
És representat per l'Ajuntament de Santana. L'alcalde actual és Bala Rocha, del PP, triat en 2020 per a la legislatura 2021-2024.

#### Poder judicial
Santana és una comarca de la Justícia Estatal i posseeix els següents jutjats: 
- 3 jutjats civils
- 2 jutjats penals
- 1 jutjat de menors
- 1 jutjat especial civil i criminal

Està previst que s'afegeixi també un jutjat de violència domèstica.

### Indicadors
L'Índex Firjan de Gestió Fiscal (IFGF) és un indicador que té per objectiu mesurar el grau de responsabilitat administrativa per mitjà d'indicadors que mostren el grau d'evolució de les polítiques de recursos públics i gestió fiscal dels municipis brasilers. El resultat de l'IFGF varia entre 0 (gestió pèssima) i 1 (gestió perfecta) i, el 2018, Santana va aconseguir un índex IFGF de 0,2919.
El Rànquing d'Eﬁciència dels Municipis (REM-F), publicat pel diari Folha de São Paulo, té la finalitat de mesurar el grau d'eficiència dels municipis brasilers i va de 0 (ineficient) a 1 (eficient). L'any 2019, Santana va aconseguir un índex de 0,348 (considerat com ineficient).
L'Índex de Desenvolupament Humà publicat per l'IBGE en 2010 va ser de 0,692, el que es considera un IDH mitjà.

## Economia
El municipi de Santana, segons dades de l'IBGE, tenia el 2018 un Producte Interior Brut de prop de 2.070.103.900 R$ i el PIB per capita era de 17.307,111 R$.
A Santana s'hi troben 5.945 empreses. En destaquen la fustera Amcel, la operadora portuària Cianport i la minera ICOMI.

### Sector primari
Aquest sector està liderat per la ramaderia, sobretot la cria bovina, de porcs i búfals. També és important l'activitat pesquera i l'extracció de la fusta, a més de la venda de productes típicament de la regió nord, com l'açaí.

### Sector secundari
El Districte Industrial de Santana sofreix una constant ampliació. Hi funcionen les empreses Flórida, Equador, Reama (que industrialitza la Coca-Cola a l'Amapá) i Amcel (responsable de la plantació de pins i eucaliptus), entre d'altres.

### Sector terciari
El comerç (incloent l'Àrea de Lliure Comerç de Macapá i Santana - ALCMS) i els serveis contribueixen al creixement de la ciutat. Els operaris del servei públic són els que reben les majors remuneracions i hi fan florir el comerç.

## Turisme i oci
Una de les festivitats més importants de la ciutat és la commemoració de Santa Anna, al juliol.
A l'illa de Santana, que queda enfront de la ciutat, es troba el balneari Recanto da Aldeia, lloc bastant freqüentat els caps de setmana.
En el centre de Santana s'hi troba la Plaça Cívica, que compta al seu voltant amb petits restaurants i pizzeries, a més de l'Església de Nostra Senyora de Fátima i Sant'Ana.
El teatre Sílvio Romero, que està en reformes, haurà de rebre festivals culturals i festes.
En la ciutat hi ha l'Estadi Augusto Antunes i l'Estadi Vilelão. També hi ha la Vila Olímpica, a més del Poliesportiu de Santana.

## Cultura

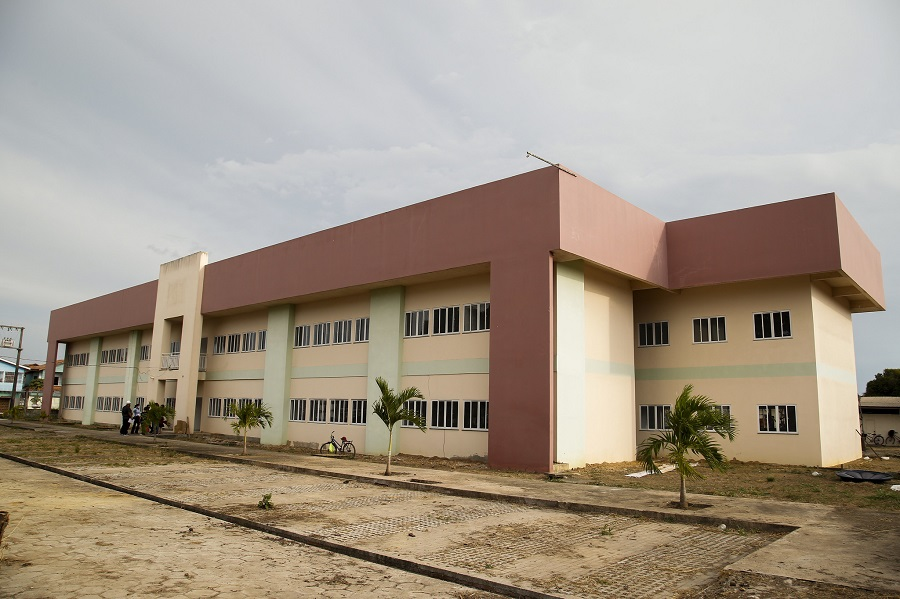
Centre d'Art i Cultura de Santana.

L'esdeveniment de major expressivitat és el Círio de Nossa Senhora de Nazaré amb un públic en mitjana de 50 mil persones. Té lloc el tercer diumenge del mes d'octubre, per a no coincidir amb el Círio de Belém i el de Macapá, que se celebren el segon diumenge d'octubre.
Un gran esdeveniment és la festivitat en honor a Sant' Ana, el dia 27 de juliol, a més del període junino (Santana na Roça), on es realitza el Forrozão do Tio Gigante des de 1994. Tenen inici el mes de juny i acaben a principis de juliol.
També és festejat el Diví Esperit Sant, el 2 de gener i el 29 de juny té lloc la celebració de la Mare de Déu.
A la ciutat de Santana s'hi poden trobar diversos grups de ball (contemporani, regional, indígena o urbà), a més de grups de teatre i altres activitats culturals durant l'any.

## Infraestructures
Santana té una de les millors estructures d'Amapá:

### Comunicació
El municipi posseeix representació de Correus, línia telefònica fixa normal, repetidors de telefonia mòbil, emissores de ràdio i una emissora de televisió (canal 42, TV Santana).

### Sanitat
Compta amb dos hospitals:
- Hospital Estadual de Santana
- Hospital Vila Amazonas

### Educació

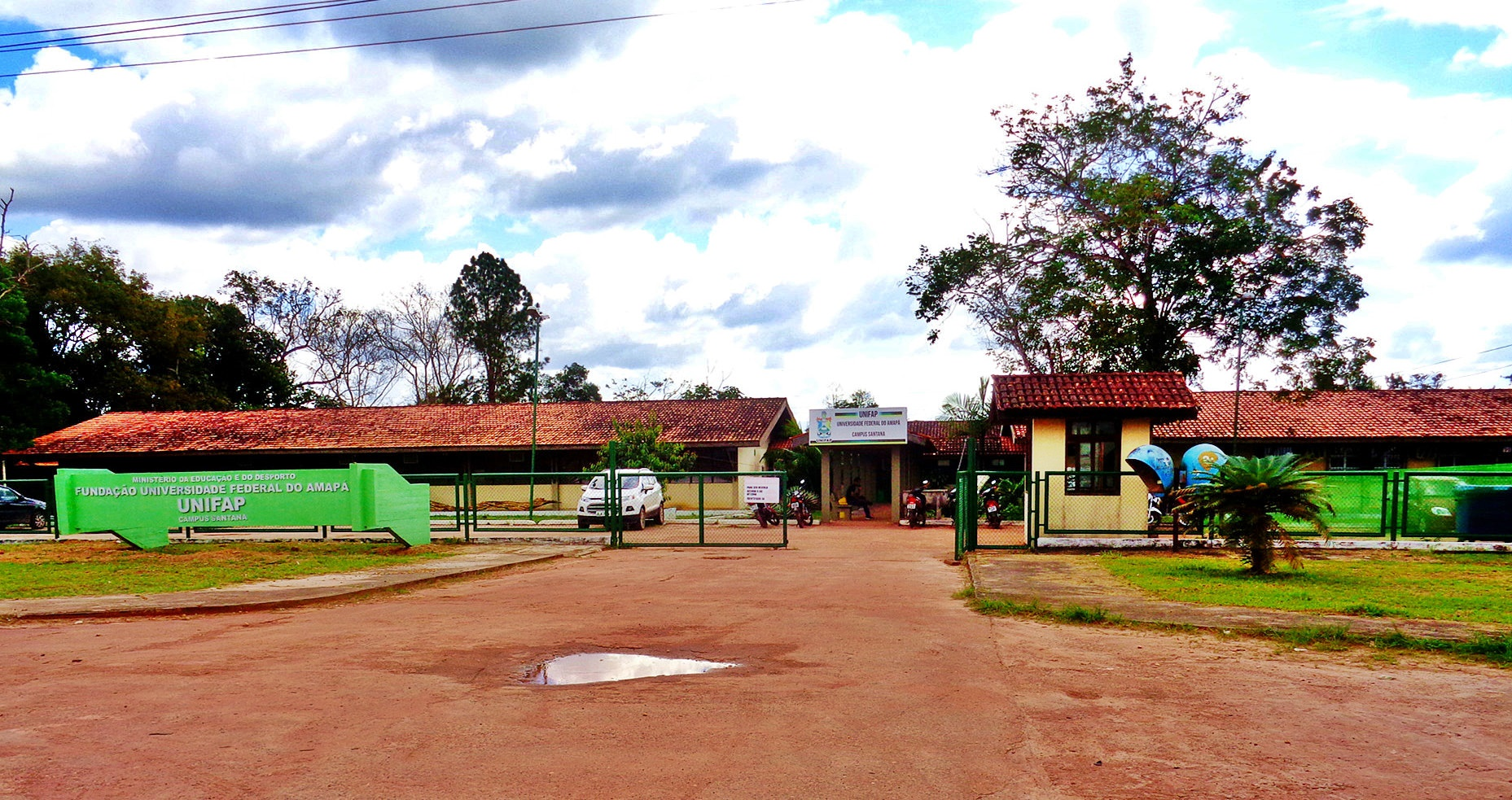
Campus de la UNIFAP a Santana.

Existeixen en el municipi 36 escoles d'ensenyament fonamental i 3 d'ensenyament mig, que són les Escoles Estatals João Rogélio, José Vieira Sales Guerra i Castelo Branco.
També hi ha un campus de la Universitat Federal d'Amapá.

### Subministraments
Santana té un sistema de xarxa de distribució d'aigua.
L'energia elèctrica és distribuïda per la Companyia d'Electricitat d'Amapá (CEA).

### Seguretat
La ciutat té diverses comissaries i òrgans de seguretat de la ciutat, com per exemple l'11è i 13è batallons de la Policia Militar o les Comissaries de Policia Civil, de Crims contra la Dona i de Menors.

### Transport

#### Aeri
Al trobar-se tan propera a la capital, la ciutat acostuma a fer ús de l'Aeroport Internacional de Macapá.

#### Fluvial

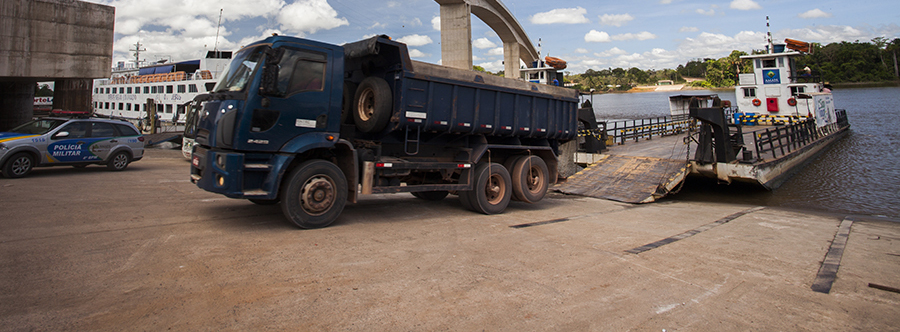
Ferry al port de Santana.

El transport fluvial interurbà es realitza des del port de Santana. Com l'Amazones fa de frontera interestatal, també és possible traslladar-se en vaixell a l'estat veí de Pará, remuntant el riu fins a la ciutat de Almeirim.

#### Terrestre
Santana està comunicada per terra mitjanánt la carretera federal BR-156, però el seu paviment és irregular i hi ha trams sense asfaltar.
En la ciutat hi ha la Central d'Autobusos de Santana, amb horaris d'autobús de línea directes a Macapá, Laranjal do Jari, Mazagão, Porto Grande i Oiapoque.
El transport interurbà és fet per empreses d'autobusos, que cobreixen tota la zona urbana del municipi.